# Keystone NK
El Keystone NK o Keystone Pup fue un entrenador biplano y biplaza construido por la Keystone Aircraft para la Armada de los Estados Unidos, en los años 20 del siglo XX.

## Diseño y desarrollo
El NK era un biplano biplaza de cabina abierta con tren de aterrizaje convertible de ruedas o flotadores. Estaba equipado con un motor Wright R-790 Whirlwind de 220 hp (164 kW). El prototipo de la compañía, designado Pup, participó en una competición de diseño de la Armada de los Estados Unidos para un entrenador, y le fue adjudicado un contrato por tres prototipos designados XNK-1. Tras ser evaluado, se ordenó un lote de producción de 16 aviones, designados NK-1, que fueron entregados a lo largo de 1930.

## Variantes
Pup
Prototipo de Keystone, uno construido.
XNK-1
Prototipos de la variante naval del Pup, tres construidos.
NK-1
Aviones de producción con cambios menores, 16 construidos.

## Operadores
Estados Unidos
- Armada de los Estados Unidos

## Especificaciones (NK-1)

### Características generales
- Tripulación: Dos
- Longitud: 8,08 m
- Envergadura: 11,28 m
- Planta motriz: 1× motor radial de 9 cilindros refrigerado por aire Wright R-790 Whirlwind.
  - Potencia: 164 kW (220 hp)

### Rendimiento
- Velocidad nunca excedida (Vne): 186 km/h
- Velocidad crucero (Vc): 156 km/h
- Velocidad de entrada en pérdida (Vs): 72 km/h
- Alcance: 603 km

### Secuencias de designación
- Secuencia N_K (Entrenadores de la Armada estadounidense, 1922-1948 (Keystone, 1927-1930)): NK

### Listas relacionadas
- Anexo:Aeronaves militares de los Estados Unidos (navales)